# Пузиано
Пузиано (итал. Pusiano) — коммуна в Италии, располагается в регионе Ломбардия, в провинции Комо.
Население составляет 1166 человек (2008 г.), плотность населения составляет 389 чел./км². Занимает площадь 3 км². Почтовый индекс — 22030. Телефонный код — 031.
Покровительницей коммуны почитается Пресвятая Богородица, празднование 5 августа.

## Демография
Динамика населения:

## Города-побратимы
- Мадьярсек[итал.], Венгрия

## Администрация коммуны
- Официальный сайт: